# Przełęcz Karczmarka
Przełęcz Karczmarka (Witosławska) – przełęcz położona na terenie Pasma Jeleniowskiego w Górach Świętokrzyskich na wysokości 406 m n.p.m. pomiędzy szczytami Szczytniaka (554 m n.p.m.) oraz Wesołówki (469 m n.p.m.). Przez przełęcz biegnie lokalna droga, łączące wsie Nieskurzów Stary oraz Wronów.

## Szlaki turystyczne
- Główny Szlak Świętokrzyski im. Edmunda Massalskiego na odcinku: Paprocice - Góra Jeleniowska - Szczytniak - Przełęcz Karczmarka - Wesołówka - Truskolaska - Gołoszyce